# Alan Whicker
Alan Donald Whicker, CBE (* 2. August 1921 oder 1925 in Kairo, Sultanat Ägypten; † 12. Juli 2013 in Trinity, Jersey) war ein britischer Fernsehjournalist und Moderator. Bekanntheit erlangte er vor allem durch seine Reportagereihe Whicker's World, die von 1959 bis 1988 regelmäßig in der BBC und später bei ITV gesendet wurde.

## Leben
Whicker wurde als Sohn einer britischen Familie in Kairo geboren, wo sein Vater, ein Husarenoffizier zu jener Zeit stationiert war. 1928 Jahre zog die Familie nach Großbritannien zurück. Im Zweiten Weltkrieg diente Whicker zunächst als Offizier bei der Infanterie im Devonshire Regiment. 1943 wechselte er zu einer Einheit für filmische und fotografische Kriegsberichterstattung und wurde an die Italienfront verlegt. Dort dokumentierte er unter anderem die Landung in Anzio, die Eroberung von Mailand, die Festnahme des Überläufers John Amery sowie den Tod von Benito Mussolini.
Als Zivilist nach dem Krieg arbeitete Whicker zunächst für die Nachrichtenagentur Exchange Telegraph, u. a. als Korrespondent aus dem Koreakrieg. 1957 kam er zur BBC und arbeitete zunächst für das Radio. Recht bald wechselte Whicker aber zum Fernsehen, nachdem der Moderator Alasdair Milne sein Talent für Interviews entdeckt hatte. Im Nachrichtenmagazin Tonight wurde Whicker erst als Kommentator, dann als Moderator tätig. Aus dieser Sendung ging schließlich Whickers eigene Sendung Whicker's World hervor, in der er weltweit über verschiedenste Themen aus Politik, Wirtschaft, Kultur und Gesellschaft berichtete. Aufsehen erregte unter anderem eine 1969 gedrehte Reportage über die Zustände in Haiti, die ein Interview mit dem Diktator François Duvalier alias „Papa Doc“ enthielt.
1968 wechselte die Sendung vorübergehend zum Fernsehsender ITV, kehrte aber 1982 zur BBC zurück. Auch nachdem Whicker's World 1992 aus Altersgründen eingestellt worden war, blieb Whicker als Journalist gelegentlich aktiv. So produzierte er 1998 eine sechsteilige Radioreportage für BBC 2, die den Titel Another Whicker's World trug, beleuchtete 2004 in Whicker's War seine eigenen Kriegserlebnisse, und schließlich wurde 2009 in Alan Whicker's Journey Of A Lifetime seine eigene Biografie Thema einer vierteiligen Reportage.
Whicker war nie verheiratet, lebte aber von 1969 bis zu seinem Tod mit Valerie Kleeman zusammen. Er wohnte ab den 1970er Jahren auf Jersey und in London. Whicker starb am 12. Juli 2013 in Jersey an einer Lungenentzündung.

## Rezeption und Auszeichnungen
Whickers Sendung war in ihrer Laufzeit ein großer Erfolg, erzielte hohe Einschaltquoten von bis zu 15 Mio. Zuschauern pro Sendung und wurde mehrfach ausgezeichnet. Whicker erhielt bereits 1964 einen BAFTA-Award in der Kategorie Television – Factual Personality. 1978 erhielt Whicker den ebenfalls im Rahmen der BAFTA-Awards ausgelobten Richard Dimbleby Award. 2005 wurde Whicker schließlich in den Rang eines Commander of the Order of the British Empire erhoben.
Whicker galt als Weltenbummler, der für seine Reportagen mehr als 100.000 Meilen pro Jahr flog, und stand im Ruf, kritische Fragen geschickt in Interviews einfließen zu lassen, und seine Interviewpartner unabhängig von ihrem sozialen Status zu behandeln. In einer Umfrage wurde Whicker einmal als der am meisten beneidete Mann Großbritanniens angegeben.
Als Person des öffentlichen Lebens wurde Whicker auch immer wieder Zielscheibe von Spott und Parodien. Einen der bekanntesten Beiträge dieser Art lieferten Monty Python, die in einem Whicker Island betitelten Sketch eine ganze Insel voller Doppelgänger von Whicker vorstellten. Aufs Korn genommen wurden dabei Whickers Auftreten und sein Jetset-Lebensstil, daneben fand aber auch Whickers Hang zu ausgefallenen Alliterationen aufweisender und von blumig-bildhaften Begriffen bestimmter Rhetorik besondere Beachtung.